# Sema Kaya
Sema Kaya es una deportista turca que compitió en taekwondo. Ganó una medalla de plata en el Campeonato Europeo de Taekwondo de 1986 en la categoría de –65 kg.

## Palmarés internacional
| Campeonato Europeo | Campeonato Europeo | Campeonato Europeo | Campeonato Europeo |
| Año                | Lugar              | Medalla            | Categoría          |
| ------------------ | ------------------ | ------------------ | ------------------ |
| 1986               | Seefeld (Austria)  | Medalla de plata   | –65 kg             |